# هیدگارد فلک
هیدگارد فلک (آلمانی: Hildegard Falck؛ زادهٔ ۸ ژوئن ۱۹۴۹) دونده اهل آلمان است.
وی در مسابقات کشوری و بین‌المللی در مجموع برندهٔ ۲ مدال طلا، ۱ مدال نقره، ۱ مدال برنز شده‌است.